# Hans Weilbächer
Hans Weilbächer (Hattersheim am Main, 1933. október 23. – 2022. augusztus 1.) nyugatnémet válogatott német labdarúgó, fedezet.

## Pályafutása

### Klubcsapatban
1945 és 1955 között szülővárosa ifjúsági csapatában, az SV Hattersheim játszott. 1952–53-ban az Eintracht Frankfurt korosztályos csapatában folytatta és közben az első csapatban is bemutatkozott, ahol 1965-ig szerepelt. Az 1958–59-es idényban nyugatnémet bajnokságot nyert a csapattal. Tagja volt a következő, 1959–60-as idényben BEK-döntős együttesnek.

### A válogatottban
1955-ben egy alkalommal szerepelt a nyugatnémet válogatottban.

## Sikerei, díjai
Eintracht Frankfurt
- Nyugatnémet bajnokság
  - bajnok: 1958–59
- Bajnokcsapatok Európa-kupája (BEK)
  - döntős: 1959–60

## Statisztika

### Mérkőzése a nyugatnémet válogatottban
| NSZK | NSZK            | NSZK                      | NSZK  | NSZK     | NSZK     | NSZK       | NSZK  | NSZK    |
| #    | Dátum           | Helyszín                  | Hazai | Eredmény | Vendég   | Kiírás     | Gólok | Esemény |
| ---- | --------------- | ------------------------- | ----- | -------- | -------- | ---------- | ----- | ------- |
| 1.   | 1955. május 28. | Hamburg, Volksparkstadion | NSZK  | 2 – 1    | Írország | barátságos | -     |         |
|      | Összesen        |                           |       | 1        | mérkőzés |            | 0     | gól     |